# Реньо, Жан-Батист
Жан-Бати́ст Реньо́ (фр. Jean-Baptiste Regnault; 9 октября 1754, Париж — 12 ноября 1829, там же) — французский живописец и гравёр, представитель академического направления в искусстве. В качестве педагога он создал школу, которая соперничала со школой Жака-Луи Давида.

## Биография
Родился в простой семье. Десяти лет от роду, по настоянию отца, стал юнгой на купеческом корабле, где прослужил пять лет, что дало ему возможность посетить многие пункты американских и африканских берегов. После смерти отца, был найден овдовевшей матерью и возвращён в Париж.
Во Франции Жан-Батист Реньо стал учеником Никола Бернара Леписье, Жозефа-Мари Вьена и Жана Бардена, которые способствовали его поездке в Рим, где он продолжил свое обучение. В 1775 году, за картину: «Эсфирь обличает Амана перед Артаксерксом», Реньо получил вторую Римскую премию. А в 1776 году его картина «Посещение Диогена Александром Македонским» принесла ему первую Римскую премию.
После этого отправился, в качестве пенсионера академии, вторично в Рим, где написал: «Крещение Христа», обратившее на него общее внимание. Реньо проживал на вилле Медичи, где позднее разместилась Французская академия в Риме вместе с Жаком-Луи Давидом и Пьером Пейроном. После своего возвращения в Париж, за выставленную в Салоне 1782 году картину «Персей освобождает Андромеду» признан сопричисленным к академии, а в 1783 году за картину «Воспитание Ахиллеса кентавром Хироном» (Лувр) был избран членом Королевской академии живописи и скульптуры.
Для Салона 1795 года Реньо написал картину «Свобода или смерть» (La Liberté ou la Mort): в центре Гений Франции летит над земным шаром, аллегорически прославляя универсальность идей Великой французской революции; слева от него Смерть; справа Республика с символами свободы, равенства и братства.
Во времена Первой империи Жан-Батист Рено выполнял создавал картины больших форматов на сюжеты, почерпнутые из античной мифологии. Произведения художника отличаются грациозностью, но и некоторой холодностью изображаемых фигур, чем он заслужил прозвание «живописца Граций». Также писал портреты своих современников.
В 1795 году стал членом Национального института наук и искусств. 7 февраля 1807 года он был назначен профессором живописи в Школе изящных искусств в Париже, эту должность он занимал и ранее, с 21 декабря 1805 года, но без жалованья. В качестве профессора живописи он сменил Клемана Белля, а в 1829 году его сменит Жан Огюст Доминик Энгр. С 1816 по 1822 год Реньо был профессором рисования в Политехнической школе. 19 июля 1829 года получил титул барона.
В Санкт-Петербургском Эрмитаже хранятся пять картин Жана-Батиста Реньо: «Воспитание Ахиллеса кентавром Хироном» (уменьшённое повторение), «Афродита и Гефест», «Возвращение Андромеды», «Бракосочетание Персея и Андромеды», «Портрет Елены Виолье».
Художник был женат первый раз на Софи Мейер, второй раз — на Софи Бокур, от первого брака имел троих сыновей: Антуана-Луи, Жана-Франсуа и Шарля-Луи Реньо.
Похоронен на кладбище Пер-Лашез (36-й отдел) в Париже. Именем художника названа одна из улиц Парижа (Rue Regnault).

## Школа Жана-Батиста Реньо
Реньо был видным художественным педагогом, стоял во главе целой школы молодых живописцев, соперничавшей со школой Давида. К числу учеников Реньо принадлежали Мориц Даниэль Оппенгейм, Жан-Альфонс Роэн, Крепен, Герен, Лефевр, Жан-Пьер Гранже, Луи Лафит, Мишель Делапорт, Мерри-Жозеф Блондель, Франсуа Бушо, Феликс Буаселье, Эберхард Вехтер, Луи Эрсан, Шарль Поль Ландон, Анри Греведон, Алексис Франсуа Жирар, Огюст Кудер, Логгин Андреевич Хорис, Полин Озу, Жозеф Шабор, Александр Менжо и другие.

## Галерея

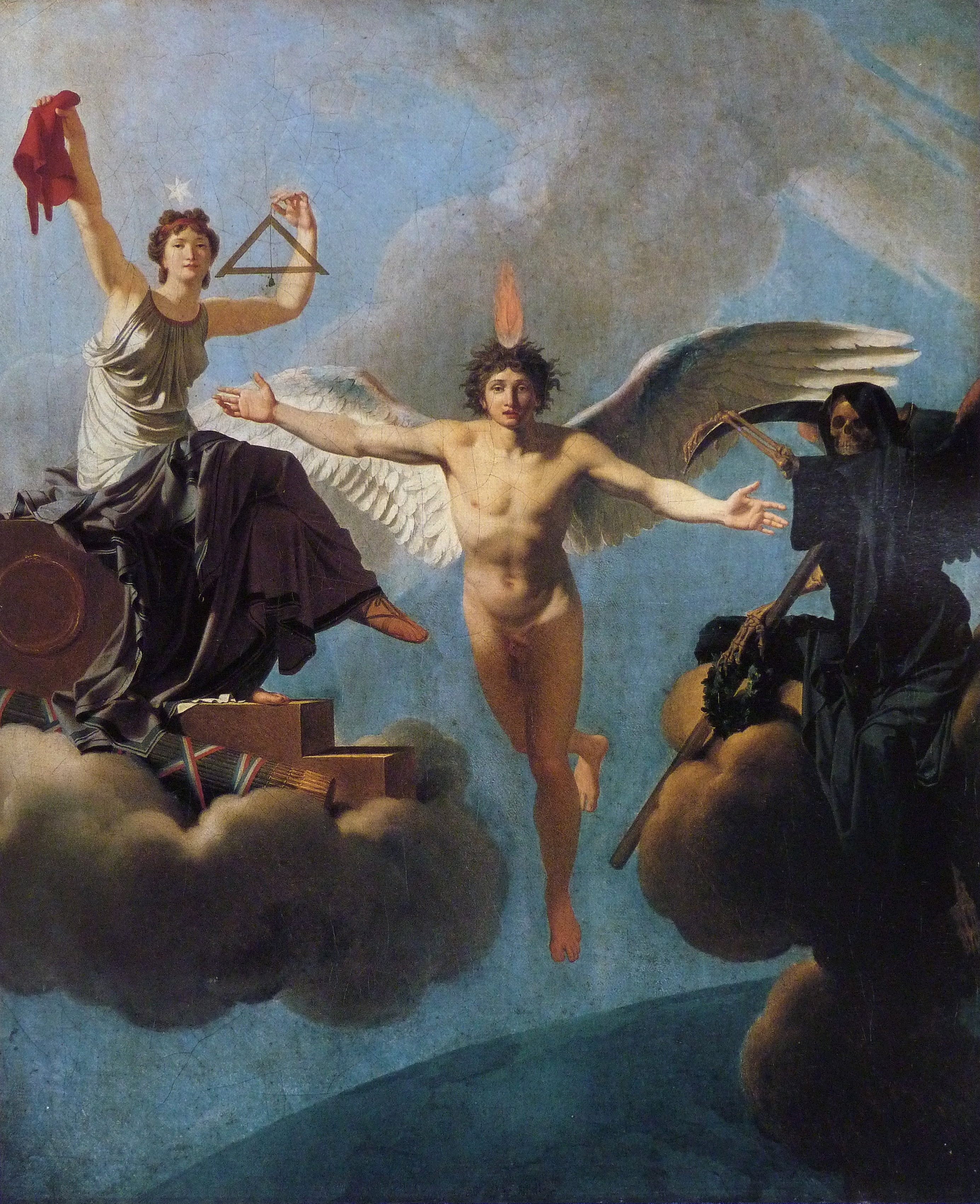
Гений Франции между Свободой и смертью. 1795. Холст, масло. Кунстхалле, Гамбург
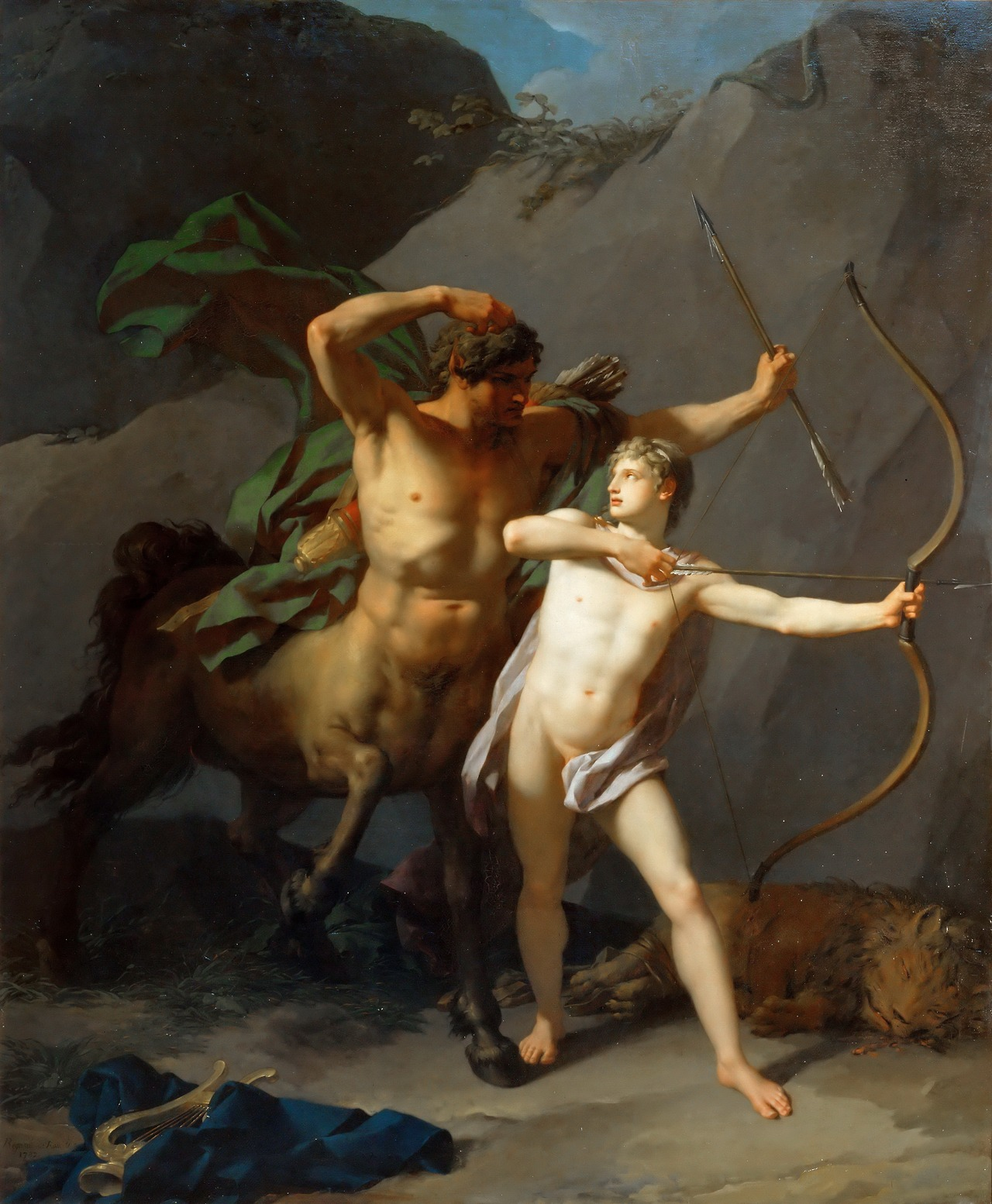
Воспитание Ахиллеса кентавром Хироном. 1782. Холст, масло. Лувр, Париж
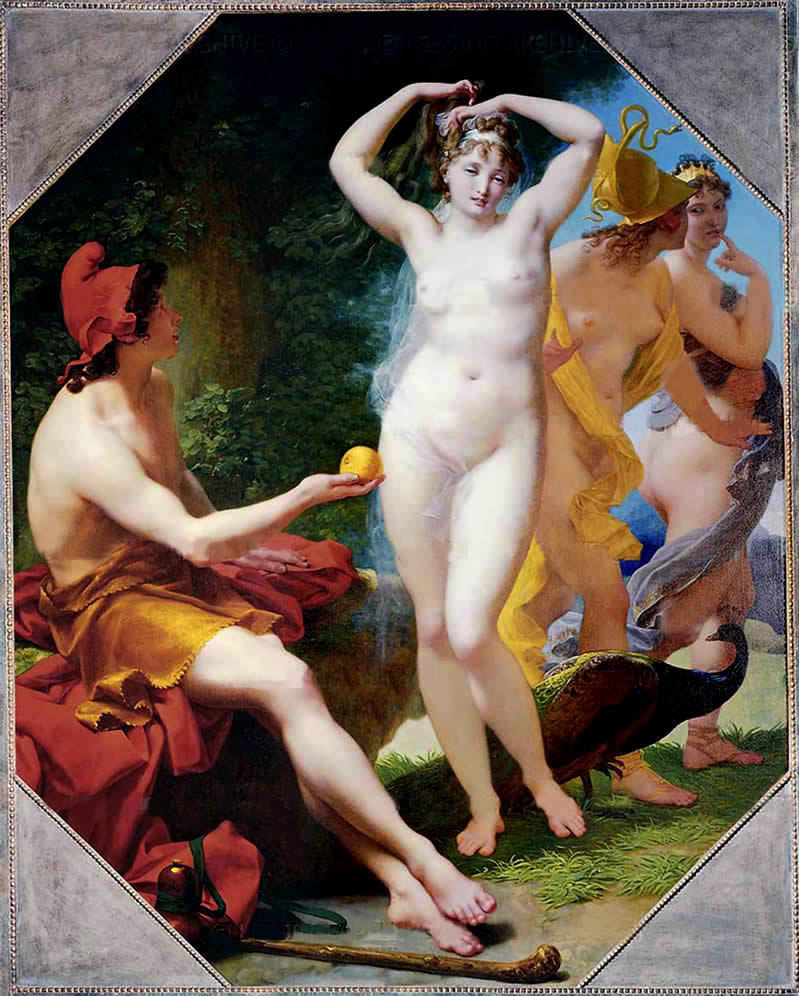
Суд Париса. 1820. Холст, масло. Государственная галерея, Штутгарт
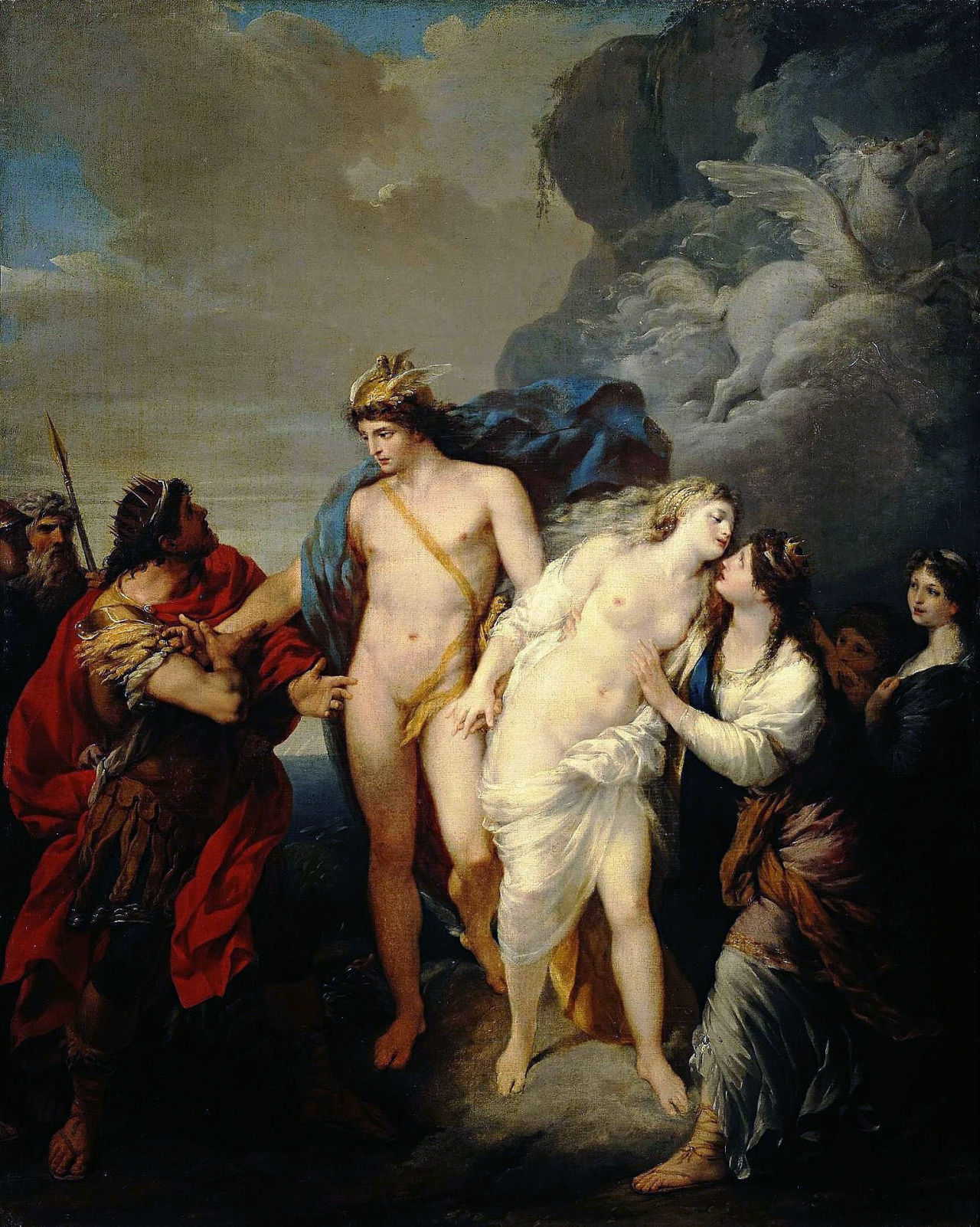
Возвращение Андромеды. 1782. Холст, масло. Государственный Эрмитаж, Санкт-Петербург
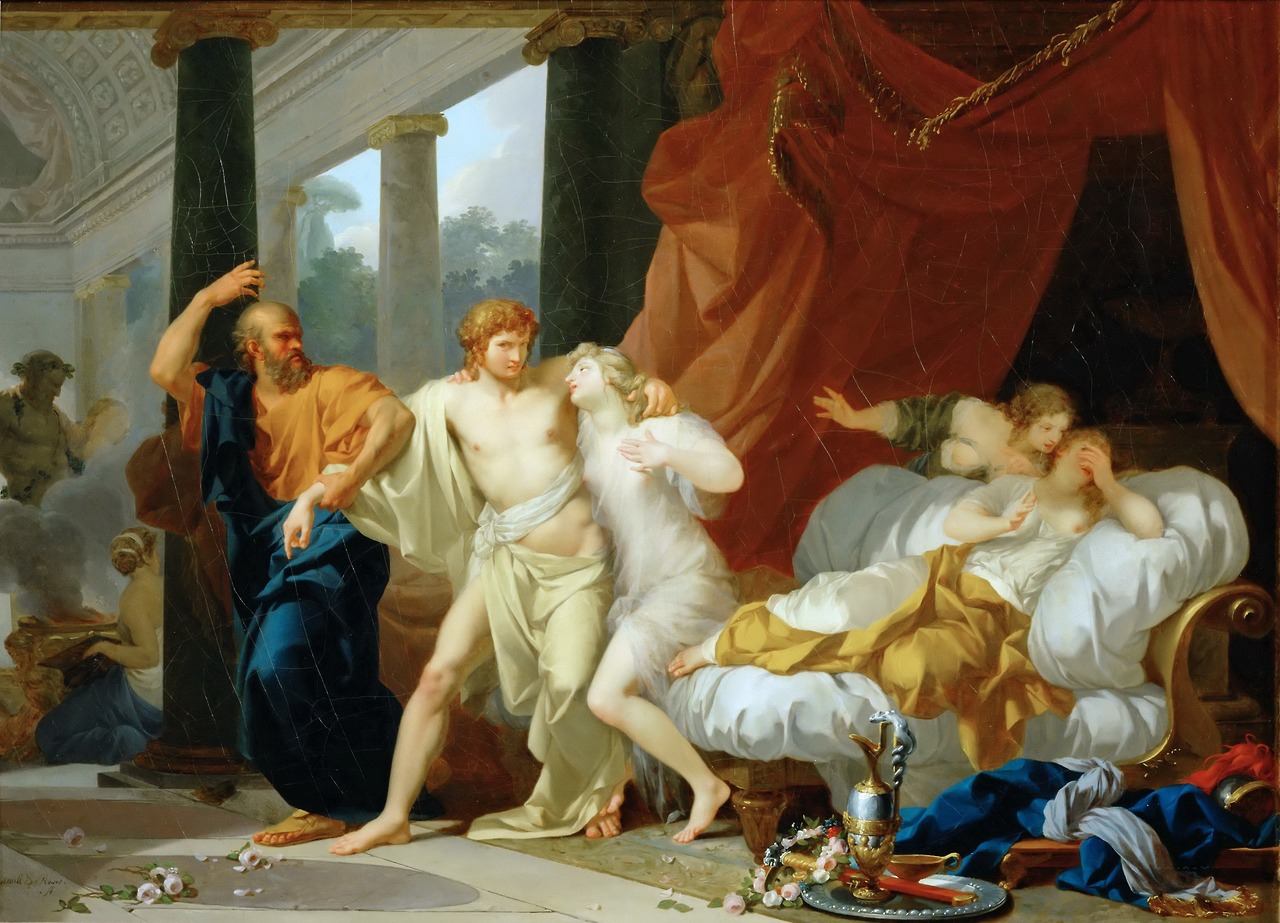
Сократ уводит Алкивиада из покоев Сладострастия. 1791. Холст, масло. Лувр, Париж
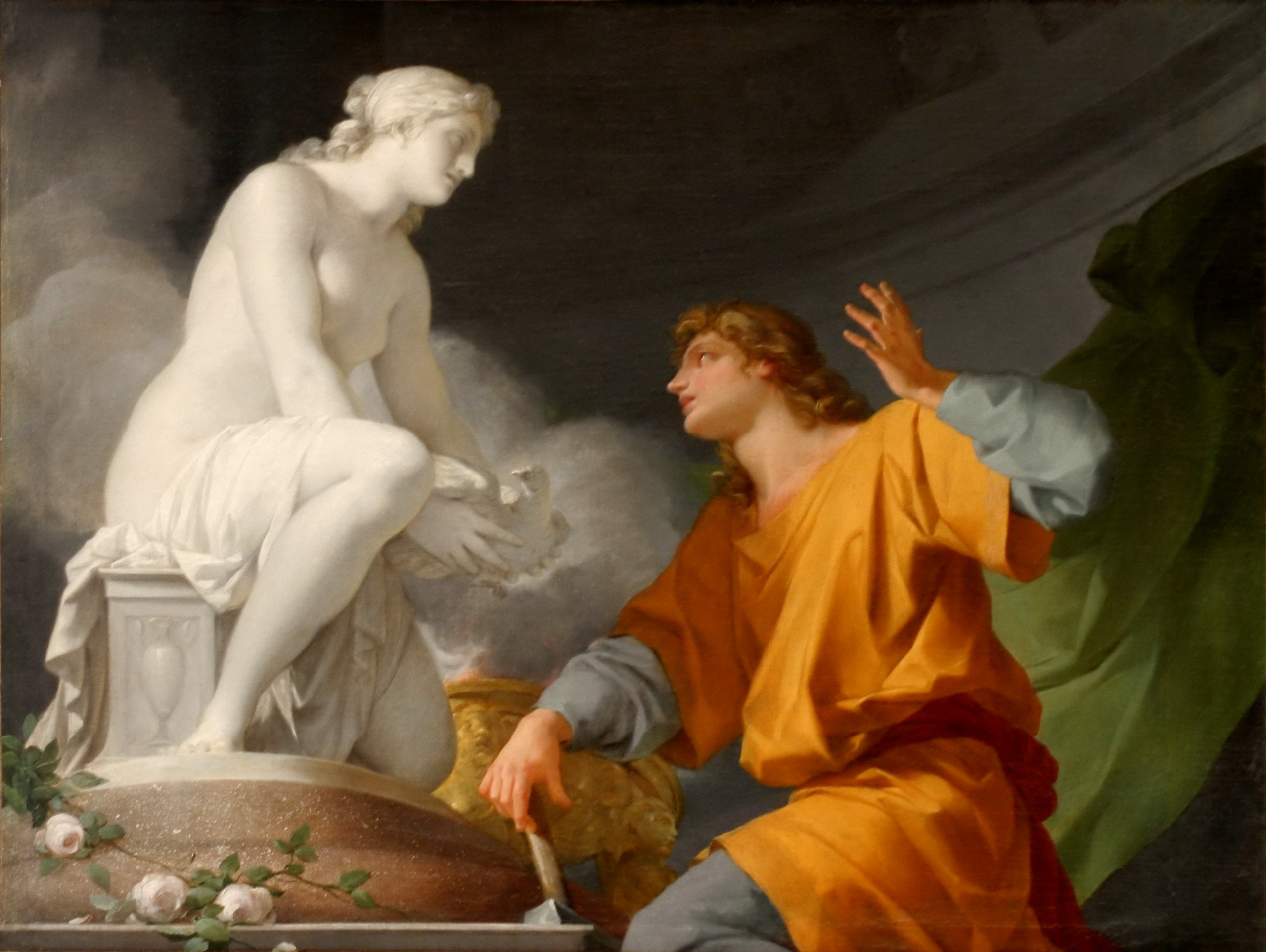
Пигмалион, просящий Венеру оживить изваянную им статую. 1786. Холст, масло. Версаль
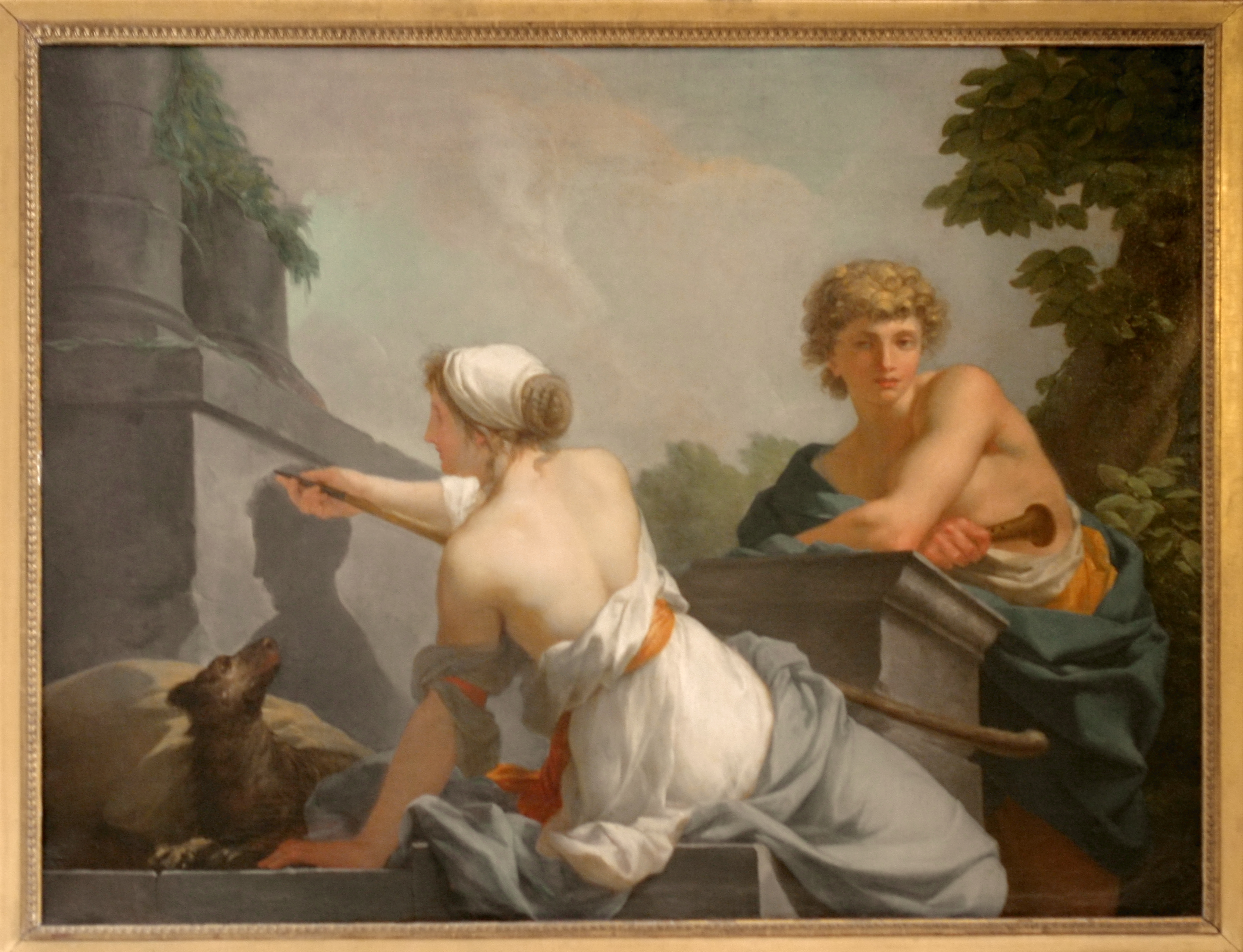
«Происхождение живописи» (Древнегреческий миф: Кора, дочь Бутада, обводит на камне силуэт своего возлюбленного). 1785, Версаль
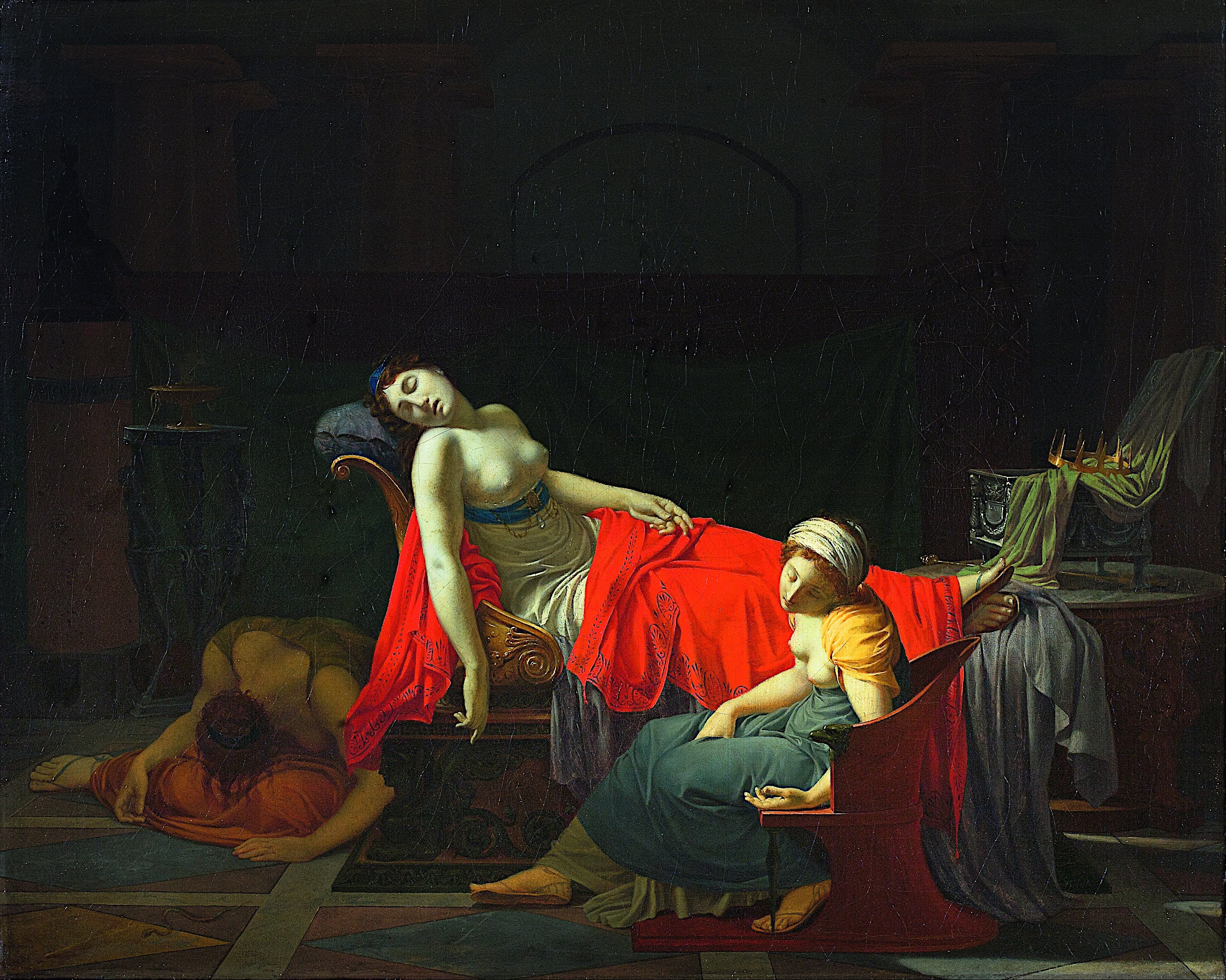
Смерть Клеопатры. Между 1796 и 1799. Холст, масло. Музей Кунстпаласт, Дюссельдорф, Германия
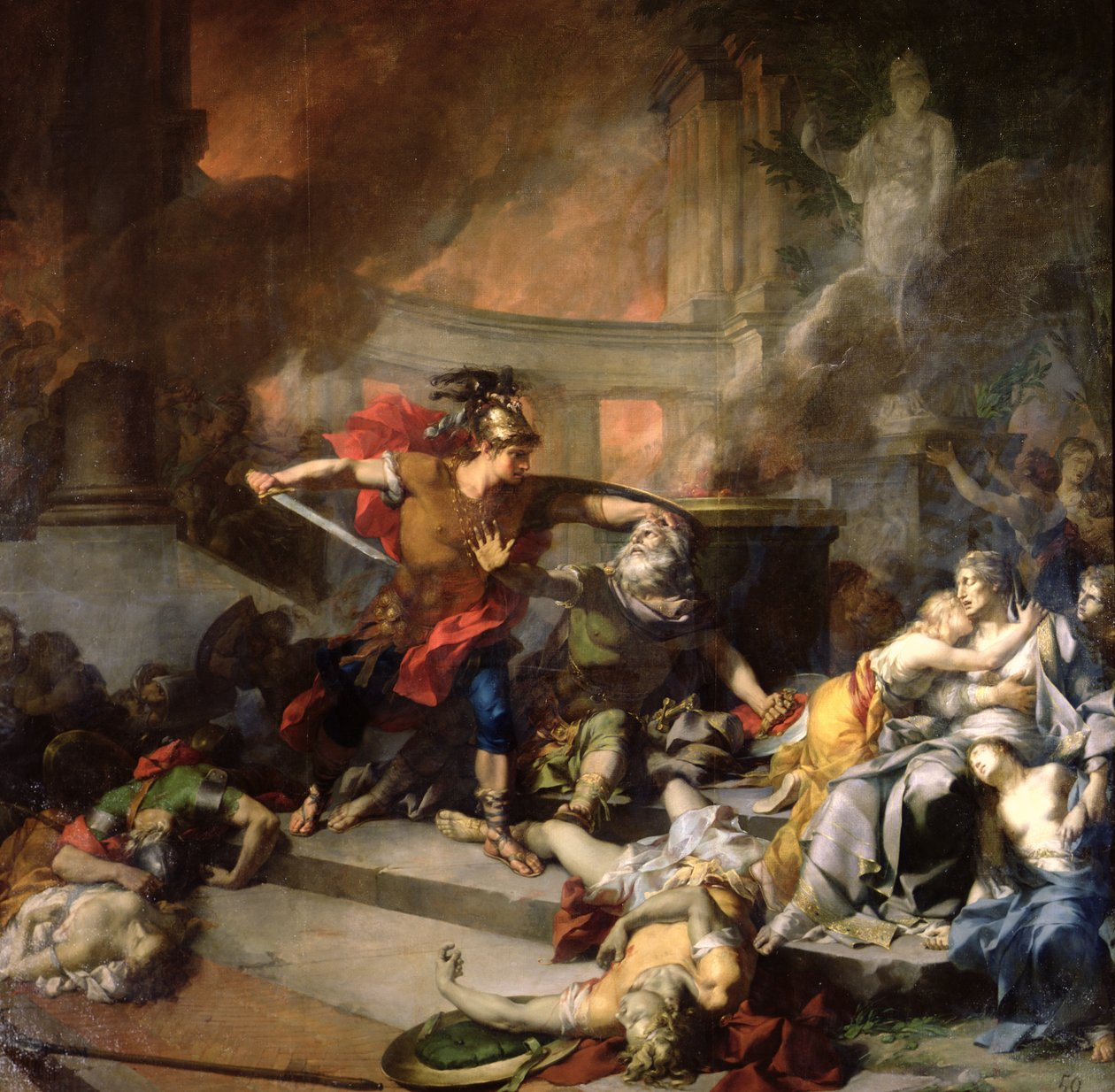
Смерть Приама. 1785. Холст, масло. Музей Пикардии, Амьен
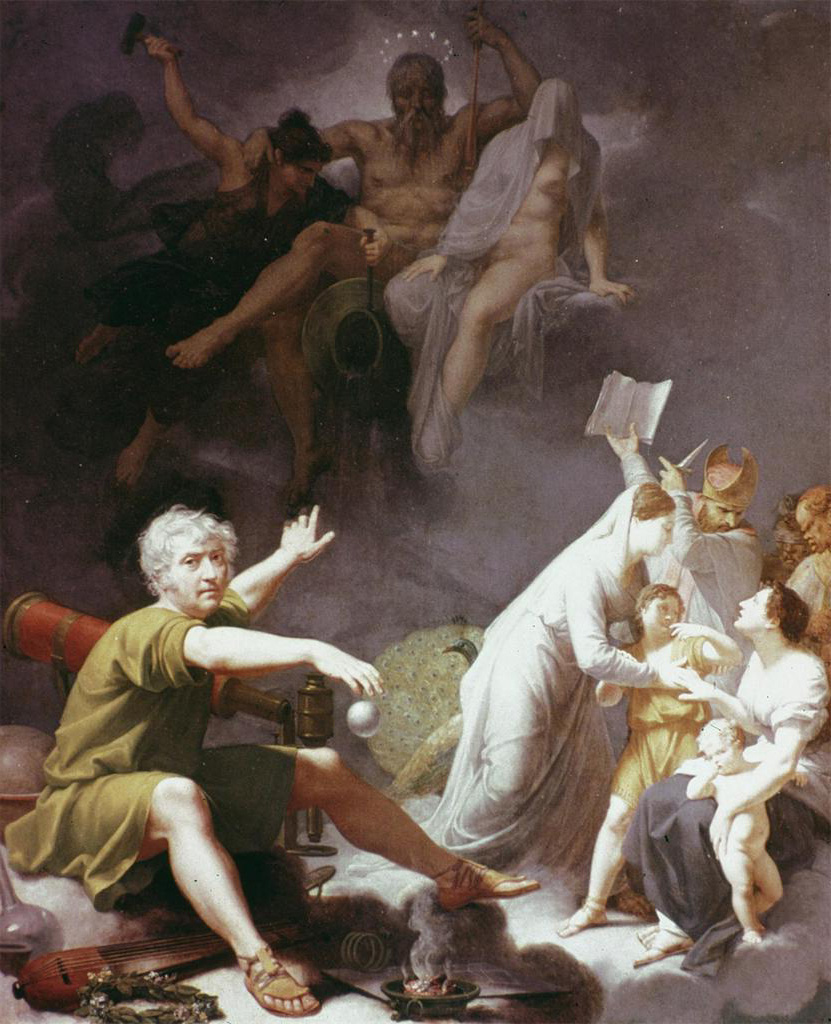
Человек телесный, человек моральный, человек интеллектуальный. Музей изящных искусств, Брест (Франция)
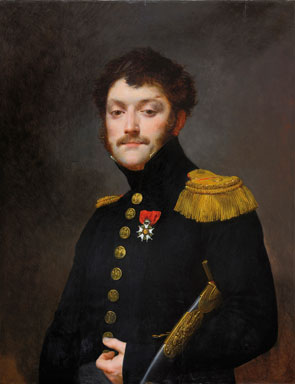
Портрет барона Жана-Батиста Реньо, сына художника. Дерево, масло. Национальная галерея Шотландии, Эдинбург
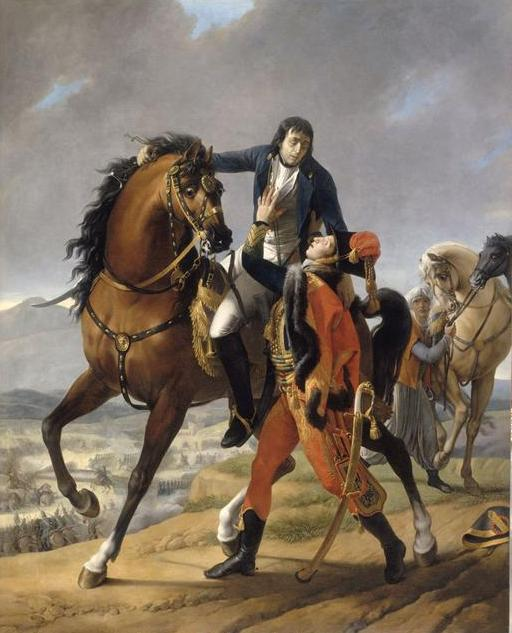
Гибель генерала Дезе в битве при Маренго 14 июня 1800 года. Холст, масло. Версаль